# 国司元蔵
国司 元蔵（くにし もとくら）は、戦国時代から江戸時代初期にかけての武将。毛利氏の重臣で、長州藩士。父は国司元相。

## 生涯
毛利氏家臣・国司元相の次男として生まれる。
天正15年（1587年）に兄の元武が隠居したため、国司氏の家督を継承する。毛利輝元の信任篤く家老となり、輝元嫡子の毛利秀就の傅役も任せられた。天正16年（1588年）、豊臣秀吉から豊臣姓を下賜された。
文禄元年（1592年）から始まる文禄の役に従軍し、朝鮮へ渡海。文禄2年（1593年）6月の晋州城攻防戦では毛利秀元に従って戦う。この戦いで元蔵は槍を用いて敵兵を多数討ち取る武功をたてた。後に小早川隆景から元蔵の武功を聞いた輝元は、元蔵を賞賛した。
慶長5年（1600年）の関ヶ原の戦いの後、毛利氏は防長2ヶ国に減封されることとなった。翌慶長6年（1601年）9月には、毛利秀就とともに江戸に登り、徳川家康らに面会。その後は江戸にあって毛利氏の新たな拠点となるべき城地選定の際に、毛利輝元の意向を汲んで福原広俊と共に幕府との折衝にあたった。
慶長10年（1605年）12月14日、同年の五郎太石事件の後に毛利氏家臣団や有力寺社の総勢820名が連署して毛利氏への忠誠や様々な取り決めを記した連署起請文において、13番目に「國司隼人佐」と署名している。
慶長12年（1607年）に江戸から所領の周防国佐波郡徳地伊賀地村に帰るも、兄の元武に先立ち慶長13年（1608年）1月15日に病死。伊賀地村の西方寺に葬られ、家督は嫡男の国司就正が継いだ。なお、西方寺は現存せず、現在は墓地のみが残る。